# César/Bester Dokumentarfilm

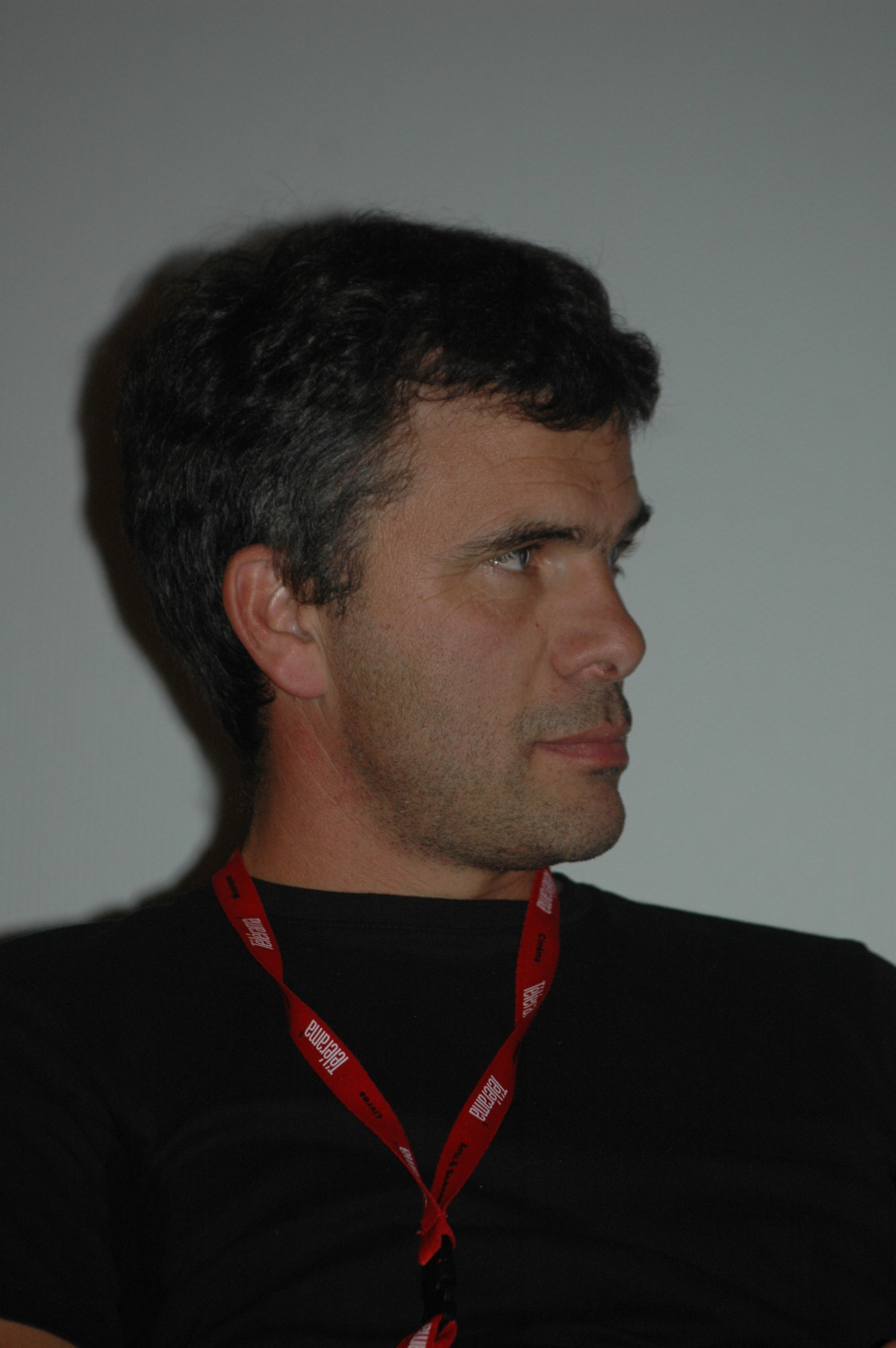
Preisträger 2025: La Ferme des Bertrand von Gilles Perret

Der César in der Kategorie Bester Dokumentarfilm (Meilleur film documentaire) wird seit 2007 verliehen. Die Mitglieder der Académie des Arts et Techniques du Cinéma vergeben ihre Auszeichnungen für die besten Filmproduktionen und Filmschaffenden rückwirkend für das vergangene Kinojahr.
Die unten aufgeführten Filme werden mit ihrem deutschen Verleihtitel (sofern vorhanden) angegeben, danach folgen in Klammern in kursiver Schrift der Originaltitel in der jeweiligen Landessprache und der Name des Regisseurs. Die Nennung des Originaltitels entfällt, wenn deutscher und Original-Filmtitel identisch sind. Die Gewinner stehen hervorgehoben an erster Stelle.

## 2000er-Jahre
2007
Dans la peau de Jacques Chirac – Regie: Karl Zéro und Michel Royer
- La fille du juge – Regie: William Karel
- Ici Najac, à vous la Terre – Regie: Jean-Henri Meunier
- Là-bas – Regie: Chantal Akerman
- Zidane, un portrait du XXIe siècle – Regie: Philippe Parreno und Douglas Gordon

2008
Im Auftrag des Terrors (L'Avocat de la terreur) – Regie: Barbet Schroeder
- Animals in Love (Les Animaux amoureux) – Regie: Laurent Charbonnier
- Les Lip, l’imagination au pouvoir – Regie: Christian Rouaud
- Le premier cri – Regie: Gilles de Maistre
- Rückkehr in die Normandie (Retour en Normandie) – Regie: Nicolas Philibert

2009
Die Strände von Agnès (Les plages d’Agnès) – Regie: Agnès Varda
- Ihr Name ist Sabine (Elle s’appelle Sabine) – Regie: Sandrine Bonnaire
- J’irai dormir à Hollywood – Regie: Antoine de Maximy
- Neue Zeiten (La vie moderne) – Regie: Raymond Depardon
- Tabarly – Regie: Pierre Marcel

## 2010er-Jahre
2010
Die Hölle von Henri-Georges Clouzot (L’enfer d’Henri-Georges Clouzot) – Regie: Serge Bromberg und Ruxandra Medrea
- La danse – Regie: Frederick Wiseman
- Himalaya – Dem Himmel nah (Himalaya, le chemin du ciel) – Regie: Marianne Chaud
- Home – Regie: Yann-Arthus Bertrand
- Ne me libérez pas je m’en charge – Regie: Fabienne Godet

2011
Unsere Ozeane (Océans) – Regie: Jacques Perrin
- Benda Bilili! – Regie: Florent de La Tullaye
- Cleveland vs Wall Street – Regie: Jean-Stéphane Bron
- Entre nos mains – Regie: Marianne Otero
- Yves St Laurent Pierre Bergé, l’amour fou – Regie: Pierre Thoretton

2012
Tous au Larzac – Regie: Christian Rouaud
- Le bal des menteurs – Regie: Daniel Leconte
- Crazy Horse – Regie: Frederick Wiseman
- Ici on noie les Algériens – Regie: Yasmina Adi
- Michel Petrucciani – Leben gegen die Zeit (Michel Petrucciani) – Regie: Michael Radford

2013
Les invisibles – Regie: Sébastien Lifshitz
- Bovines ou la vraie vie des vaches – Regie: Emmanuel Gras
- Duch, le maître des forges de l’enfer – Regie: Rithy Panh
- Journal de France – Regie: Claudine Nougaret und Raymond Depardon
- Les nouveaux chiens de garde – Regie: Gilles Balbastre und Yannick Kergoat

2014
Auf dem Weg zur Schule (Sur le chemin de l’école) – Regie: Pascal Plisson
- Comment j’ai détesté les maths – Regie: Olivier Peyon
- Das Geheimnis der Bäume (Il était une forêt) – Regie: Luc Jacquet; Produktion: Yves Darondeau, Christophe Lioud, Emmanuel Priou
- Der Letzte der Ungerechten (Le Dernier des Injustes) – Regie: Claude Lanzmann
- La maison de la radio – Regie: Nicolas Philibert

2015
Das Salz der Erde (The Salt of the Earth) – Regie: Wim Wenders und Juliano Ribeiro Salgado
- Caricaturistes, fantassins de la démocratie – Regie: Stéphanie Valloatto
- Les chèvres de ma mère – Regie: Sophie Audier
- La cour de Babel – Regie: Julie Bertuccelli
- National Gallery – Regie: Frederick Wiseman

2016
Demain – Regie: Cyril Dion, Mélanie Laurent
- Le bouton de nacre – Regie: Patricio Guzmán
- Cavanna jusqu’à l’ultime seconde, j’écrirai – Regie: Denis Robert und Nina Robert
- L’image manquante – Regie: Rithy Panh
- Une jeunesse allemande – Regie: Jean-Gabriel Périot

2017
Merci Patron! – Regie: François Ruffin
- Dernières nouvelles du cosmos – Regie: Julie Bertuccelli
- Seefeuer (Fuocoammare) – Regie: Gianfranco Rosi
- Swagger – Regie: Olivier Babinet
- Voyage à travers le cinéma français – Regie: Bertrand Tavernier

2018
I Am Not Your Negro – Regie: Raoul Peck
- 12 jours – Regie: Raymond Depardon
- Augenblicke: Gesichter einer Reise (Visages, villages) – Regie: Agnès Varda und JR
- Carré 35 – Regie: Éric Caravaca
- À voix haute – La force de la parole – Regie: Stéphane de Freitas

2019
So Help Me God (Ni juge, ni soumise) – Regie: Jean Libon und Yves Hinant
- America – Regie: Claus Drexel
- De chaque instant – Regie: Nicolas Philibert
- Le Grand Bal – Das große Tanzfest (Le grand bal) – Regie: Laetitia Carton
- Der Staat gegen Mandela und andere (Le procès contre Mandela et les autres) – Regie: Nicolas Champeaux und Gilles Porte

## 2020er-Jahre
2020
M – Regie: Yolande Zauberman
- 68, mon père et les clous – Regie: Samuel Bigiaoui
- La cordillère des songes – Regie: Patricio Guzmán
- Lourdes – Regie: Thierry Demaizière und Alban Teurlai
- Wonderboy (Wonder Boy, Olivier Rousteing, né sous X) – Regie: Anissa Bonnefont

2021
Jugend (Adolescentes) – Regie: Sébastien Lifshitz, Produktion: Muriel Meynard
- La cravate – Regie: Etienne Chaillou und Mathias Théry, Produktion: Juliette Guigon und Patrick Winocour
- Cyrille agriculteur, 30 ans, 20 vaches, du lait, du beurre, des dettes – Regie: Rodolphe Marconi, Produktion: Eric Hannezo
- Histoire d’un regard – Regie: Mariana Otero, Produktion: Denis Freyd
- Un pays qui se tient sage – Regie: David du Frensne, Produktion: Bertrand Faivre

2022
Der Schneeleopard (La panthère des neiges) – Regie: Marie Amiguet und Vincent Munier
- Animal – Regie: Cyril Dion
- Bigger Than Us – Regie: Flore Vasseur
- Debout les femmes! – Regie: Gilles Perret und François Ruffin
- Indes galantes – Regie: Philippe Béziat

2023
Rückkehr nach Reims (Retour à Reims (Fragments)) – Regie: Jean-Gabriel Périot
- Allons enfants – Regie: Thierry Demaizière und Alban Teurlai
- Annie Ernaux’ Super 8 – Tagebücher (Les années super 8) – Regie: Annie Ernaux und David Ernaux-Briot
- Die Eiche – Mein Zuhause (Le chêne) – Regie: Laurent Charbonnier und Michel Seydoux
- Jane par Charlotte – Regie:  Charlotte Gainsbourg

2024
Olfas Töchter (Les filles d’Olfa) – Regie: Kaouther Ben Hania
- Atlantic Bar – Regie: Fanny Molins
- Auf der Adamant (Sur l’Adamant) – Regie: Nicolas Philibert
- Little Girl Blue – Regie: Mona Achache
- Notre corps – Regie: Claire Simon

2025
La Ferme des Bertrand – Regie Gilles Perret
- La Belle de Gaza – Regie: Yolande Zauberman
- Bye Bye Tibériade – Regie: Lina Soualem
- Dahomey – Regie: Mati Diop
- Ernest Cole: Lost and Found – Regie: Raoul Peck
- Madame Hofmann – Regie Sébastien Lifshitz